# Palo Blanco, Hueyapan de Ocampo
Palo Blanco är en ort i Mexiko.   Den ligger i kommunen Hueyapan de Ocampo och delstaten Veracruz, i den sydöstra delen av landet, 400 km öster om huvudstaden Mexico City. Palo Blanco ligger 62 meter över havet och antalet invånare är 414.
Terrängen runt Palo Blanco är platt åt sydväst, men åt nordost är den kuperad. Runt Palo Blanco är det ganska glesbefolkat, med 47 invånare per kvadratkilometer. Närmaste större samhälle är Hueyapan de Ocampo, 3,3 km väster om Palo Blanco. Omgivningarna runt Palo Blanco är en mosaik av jordbruksmark och naturlig växtlighet.